# Edmund Barttelot
Edmund Musgrave Barttelot (* 28. März 1859 in Hilliers, Sussex, England; † 19. Juli 1888 bei Banalia, Kongo-Freistaat, erschossen) war ein britischer Offizier. Als Begleiter Stanleys in Afrika und ist wegen seiner äußersten Brutalität in Erinnerung geblieben.

Edmund Barttelot, 1887

## Leben
Er entstammte der Gentry von Sussex und war der zweite Sohn des konservativen Unterhausabgeordneten Sir Walter Barttelot, 1. Baronet (1820–1893), aus dessen erster Ehe mit Harriet Musgrave († 1863). Er besuchte ab 1872 die Rugby School und absolvierte ab 1877 eine Kadettenausbildung am Royal Military College Sandhurst.
Barttelot trat im Januar 1879 als Second Lieutenant des 7th Regiment of Foot (Royal Fusiliers) in die British Army ein. Er wurde zunächst in Britisch-Indien stationiert, diente im Zweiten Anglo-Afghanischen Krieg, nahm dort insbesondere 1880 an der Verteidigung von Kandahar teil und wurde im Januar 1881 zum Lieutenant befördert. Bei seiner Rückkehr nach England meldete er sich 1882 freiwillig zum Feldzug nach Ägypten, wurde dort Adjutant der berittenen Infanterie und kämpfte in den Schlachten von Kassassin und Tel-el-Kebir. Im Oktober 1882 kehrte er nach England zurück und schloss sich im Februar 1883 der mit britischen Offizieren neu aufgestellten Ägyptische Armee an, bei der er als Stabsoffizier in Suakin stationiert war. Während der Gordon Relief Expedition (1884/85) war er insbesondere mit dem Transport von Nachschub befasst. Er wurde mentioned in dispatches und wurde im September 1886 zum Captain und Brevet-Major befördert.
Im Herbst 1886 wurde Barttelot für eine Reise in die Heimat vom Armeedienst beurlaubt und erhielt im Januar 1887 eine Verlängerung der Beurlaubung um ein Jahr, um sich der „Emin Pasha Relief Expedition“ anzuschließen, die von Henry Morton Stanley zur Rettung von Emin Pascha geleitet wurde, einem deutschen Arzt, der Gouverneur der Provinz Äquatoria im südlichen Türkisch-Ägyptischen Sudan war. Im Rahmen des Mahdi-Aufstands war Emin 1885 durch den Fall von Khartum isoliert worden, und die Expedition wurde als privates kommerzielles Unternehmen von der Imperial British East Africa Company durchgeführt. Barttelot war einer von sieben britischen Offizieren und sollte 61 sudanesische Soldaten befehligen, die für die Expedition rekrutiert wurden. Er schloss sich der Expedition im Februar 1887 in Aden an und erreichte über Sansibar, das Kap und den Kongo-Fluss im Juni 1887 Yambuya am Aruwimi-Fluss. Dort kam es, wohl wegen Barttelots aufbrausendem Temperament zwischen Stanley und Barttelot zu Spannungen. Barttelot blieb als Befehlshaber einer Nachhut („The Rear Column“) in Yambuya zurück, während Stanley aufbrach, um Emin zu erreichen. Der Kontakt zu Stanley brach bald ab, und Barttelot fand es zunehmend schwieriger, seine Streitkräfte zu versorgen, ohne auf zwangsweise Requirierungen von der lokalen Bevölkerung zurückzugreifen. Die Moral wurde durch Krankheiten und durch Barttelots autoritäres Verhalten beeinträchtigt, das sowohl seine weißen Untergebenen als auch die aus Sansibar und vom örtlichen Volk der Manyema rekrutierten Träger entfremdete. Barttelot betrachtete die Afrikaner mit Verachtung und bewahrte die Disziplin mit großer Grausamkeit durch Auspeitschen und Hinrichtungen. Barttelot konnte auch Tippu-Tip, einen einflussreichen arabischen Sklavenhändler, der von Stanley zu diesem Zweck engagiert worden war, nicht davon überzeugen, mehr Träger bereitzustellen. Erst am 11. Juni 1888 machte sich Barttelot auf den Weg durch den Dschungel, um Stanley zu finden, aber viele Träger desertierten. Barttelot kehrte kurzzeitig nach Yambuya zurück, um mit Tippu-Tip über neue Träger zu verhandeln, und erreichte am 17. Juli 1888 bei Banalia (in der heutigen Provinz Tshopo) wieder seine Truppe. Der hochgradig angespannte Barttelot hatte wiederholt Fieberanfälle erlitten, was ihn misstrauisch machte, ob man ihn vergiften wolle. Barttelots Ankunft in Banalia fiel mit einer lauten Feier der Manyema zusammen, die ihn verärgerte. Am frühen Morgen des 19. Juli 1888 wurde er durch Lärm geweckt – einige Afrikaner begrüßten noch in der Dunkelheit durch Singen und Trommeln den neuen Tag. Als er eine Frau schlug, wurde er von deren Ehemann durch den Kopf geschossen. Er wurde am selben Tag in Banalya beerdigt.
Als Stanley schließlich von der Suche nach Emin zurückkehrte, fand Stanley die Nachhut in Unordnung vor. Anschließend kehrte Stanley zu Emin zurück und marschierte zur Ostküste, wobei er unterwegs verschiedene Entdeckungen machte. In der britischen Öffentlichkeit wurde jedoch alles von der Kontroverse überschattet, die durch Stanleys Bericht entzündet wurde, der Barttelot die Schuld am Scheitern der Expedition gab. Es gibt einige Berichte der entsetzliche Gräueltaten, dieses zuhause in England und von seiner Familie tadellos dargestellten Gentleman. Dagegen richtete sich die Stellungnahme des älteren Bruders von Barttelot, Sir Walter George Barttelot, 2. Baronet (1855–1900), der 1890 dessen Tagebücher veröffentlichte. Hierin machte er einige beißende Kommentare zum Verhalten Stanleys während dieser Expedition. In den Kirchen Stopham und Storrington in Sussex sowie am Royal Military College in Sandhurst wurden Barttelot Denkmäler errichtet. Moderne Historiker teilen gewöhnlich die negative Einschätzung Barttelots.

## Rezeption
Das Theaterstück The Rear Column (1978) von Simon Gray behandelt die Ereignisse der Expedition. Das Stück wurde 1980 von der BBC unter Regie von Harold Pinter verfilmt.
Edmund Barttelot gilt auch als eine der Vorlagen für den Charakter Kurtz in Joseph Conrads Kurzroman Heart of Darkness (1899).